# Apteromantis aptera
Apteromantis aptera é uma espécie de insecto da família Mantidae.
É endémica de Espanha e Portugal .  